# Liste der Monuments historiques in Saint-Michel-en-l’Herm
Die Liste der Monuments historiques in Saint-Michel-en-l’Herm führt die Monuments historiques in der französischen Gemeinde Saint-Michel-en-l’Herm auf.

## Liste der Bauwerke
| Bezeichnung          | Beschreibung                  | Standort | Kennzeichnung | Schutzstatus   | Datum     | Bild           |
| -------------------- | ----------------------------- | -------- | ------------- | -------------- | --------- | -------------- |
| Ehemalige Abtei      | Erbaut im 17./18. Jahrhundert | (Lage)   | PA00110256    | Classé Inscrit | 1973 1984 | weitere Bilder |
| Kapelle des Priorats | Erbaut im 12. Jahrhundert     | (Lage)   | PA00110257    | Inscrit        | 1983      |                |

## Liste der Objekte
- Monuments historiques (Objekte) in Saint-Michel-en-l’Herm in der Base Palissy des französischen Kultusministeriums